# Cuscuta suksdorfii
Cuscuta suksdorfii är en vindeväxtart som beskrevs av Truman George Yuncker. Cuscuta suksdorfii ingår i släktet snärjor, och familjen vindeväxter. Utöver nominatformen finns också underarten C. s. subpedicellata.